# AeroWings 2: Airstrike
AeroWings 2: Airstrike відома в Японії як Aero Dancing F (яп. エアロダンシング F) — симулятор бойового літака, розроблена CRI Middleware та Crave Entertainment, випущена компанією Sega для консолі Dreamcast. Є сиквелом AeroWings.

## Геймплей та Рецензії
На відміну від свого попередника, AeroWings 2 симулює підготовку повітряного бою, замість повітряних трюків. Це було добре сприйняте рецензентами та похвалами за його реалістичну фізику та високоякісну графіку. 
 В день релізу, журнал Famitsu дав грі 32 з 40 балів.